# Susumu Watanabe
Susumu Watanabe (jap. 渡邉 晋, Watanabe Susumu; * 10. Oktober 1973 in Tokio, Präfektur Tokio) ist ein ehemaliger japanischer Fußballspieler und heutiger Trainer.

## Karriere

### Spieler
Watanabe erlernte das Fußballspielen in der Schulmannschaft der Toin Gakuen High School und der Universitätsmannschaft der Komazawa-Universität. Seinen ersten Vertrag unterschrieb er 1996 bei den Consadole Sapporo. Der Verein spielte in der zweithöchsten Liga des Landes, der Japan Football League. Für den Verein absolvierte er acht Spiele. 1997 wechselte er zum Ligakonkurrenten Ventforet Kofu. Für den Verein absolvierte er 120 Spiele. 2001 wechselte er zum Ligakonkurrenten Vegalta Sendai. 2001 wurde er mit dem Verein Vizemeister der J2 League und stieg in die J1 League auf. Am Ende der Saison 2003 stieg der Verein in die J2 League ab. Für den Verein absolvierte er 53 Spiele. Ende 2004 beendete er seine Karriere als Fußballspieler.